# Karl Frederik Kinch
Karl Frederik Kinch, född den 15 mars 1853, död den 26 augusti 1921 i Köpenhamn, var en dansk klassisk filolog och arkeolog, son till Jakob Frederik Kinch. 
Kinch blev 1878 filologie kandidat och 1883 filosofie doktor på en textkritisk avhandling om Curtius (Quæstiones Curtianæ). Han var 1895–1898 skolföreståndare i Köpenhamn, men ägnat sig i övrigt åt arkeologiska studier. Åren 1883–1887 företog Kinch en utländsk resa, särskilt till Grekland och Makedonien, varefter han skrev L'arc de triomphe de Saloniki (1890). Han ledde 1902–1909 och 1914 Carlsbergfondens utgrävningar på Rhodos, vilka han skildrade i Vroulia (1914).